# 030 DC
Les 030 DC sont deux locomotives prototypes de la SNCF, à trois essieux moteurs, numérotés 1 et 2, construits en 1950 et retirés du service en 1957 et 1963. Le second engin fut renuméroté C 60002.

## Description
Construits à l'époque de la dieselisation par l'atelier de Sotteville Quatre-Mares, ces locotracteurs étaient conçus pour être les plus économiques possible. 
Dans cet objectif, leur châssis et leur caisse ne comprennent aucune pièce de fonderie importante. De plus, ces engins comportaient des moteurs Diesel rapides (1 500 tr/min), moins chers que les moteurs ferroviaires lents utilisés jusque-là. Enfin, la transmission innovait elle aussi avec pour la première fois un embrayage fluide construit par les ateliers sur la base de coupleurs hydrauliques Ferrodo[réf. incomplète]. La suite de la chaîne de transmission mérite d'être citée : après la boîte de vitesses, une vis sans fin entraîne une roue montée en faux essieu. Cette roue entraîne l'essieu central par parallélogramme de biellettes, en bout d'essieu. Les deux essieux extrêmes sont entraînés par chaînes.
Deux prototypes ont été construits :
- le 030 DC 1 ne disposait que d'un seul moteur Renault suralimenté de 380 ch. Ce locotracteur a effectué sa carrière à Dijon, mais son manque de puissance a précipité son retrait dès 1957[2].

- le 030 DC 2 disposait de deux moteurs Renault de 300 ch. Sa carrière s'est déroulée jusqu'en 1963 autour de la gare d'Alençon. Il a été renommé C 60002 en 1962.

## Modélisme
Le C 60002 a été reproduit en HO par les artisans suivants :
- Socrate, sous forme de kit à monter en arcap,
- l'Obsidienne, sous forme de transkit en résine à monter sur un châssis de C 61000 Jouef.